# Ed Drewett
Ed Drewett (1 de abril de 1988) é um cantor e compositor inglês.

## Singles
- Champagne Lemonade[2]